# 李梵
李梵（生卒年不详），今山东临清人，东汉天文学家，编纂过四分历，发现月亮视运动是不均匀的。火星上一座陨击坑以李梵命名。